# عباس العباسي الطائي
عباس العباسي الطائي هو الأدیب الشاعرالدكتورعباس العباسي الطائي. ولد عام 1944م في إحدی قُری ناحية البسيتين من قضاء الخفاجية 60 كم غربي الأهواز. أنهی دراسته الإبتدائية والثانوية فِي نفس الناحية، وعُيِن معلماً فيها، ثم نُقَل إلی ضواحي مدينة الأهواز. نال شهادة البكالوريوس فرع الأدب العربي من جامعة جندي سابور(تشمران)، ثم سافر إلی مصر ليواصل دراسته للماجستير في جامعة الأَزهر، وعندما كان يعد رسالته، أجبرته السلطات المصرية علی ترك مصر اِثر انتصارالثورة الاِسلامية في ايران، فعاد إلى الأهـــواز ليتابع دراسته العليا. الشعرعند الطائي، تَدَفق في الأحاسيس والمعاني مع كثيرمن السهولة التي تصل أحياناً إلى حد البساطة وقد يكون ذلك ناجماً عن قصدٍ يقصده آخذاً بعين الاعتبار قُراءَ العربية وجمهوره في خوزستان (الاهواز). وله مواقف اضطُهد من أجلها، ومنها المواقف الاجتماعية، فقد عرف بدفاعه عن حقوق المرأة، ونلمس هذا في شعره، كما في قصيدتي «عروس النار» و «الصمت الرهيب» وغيرهما، أما في قصة «سلمى» وهي ملحمة شعرِية، فقد تناول الطائي واقعة جهاد العشائرالعربیة الأهوازیة ضد الجیش البریطاني الذي احتل الأهوازعام 1915م. تجرّع الشاعر والكاتب المرارة بكل أنواعها وقاساها وتحسسها في معانات شعبه فعبّر عنها بما أوتي من ثقافة عكست السياسة القمعية العنصريّة البهلويّة الشاهنشاهيّة، التي حرمته من أبسط ما يتمتع به ناطق بلسان أمه.

## التعليم
- بكالوريوس أدب عربي جامعة جندي سابور.[1]
- ماجستيرودكتوراه من مركزالعلوم والدراسات العليا من جامعة طهران المركزية.[1]

## المنصب
- أستاذ الَأدب العربي في جامعتي طهران المركزية وعبادان.[1]

## النتاج الأدبي
تنوع نتاجه الأدبي بين الشعرالعربي، وشعره المكتوب باللهجة المحكية، ثم أعماله في حقل الدراسات النقدية والأدبية، وأعماله في حقل الدراسات المقارنة والترجمة من الفارسية للعربية وبالعكس. وهي:
- قصة «الناس والحجارة» ترجمة من العربية إلى الفارسية، نشرت عام 1982.[1]
- «مأساة الحلاج» دراسة ومسرحيّة، نشر عام 1973.[1]
- «ألمرشد»، معجم فارسي-عربي، نشر عام1980.[1]
- «أليمين واليسار في الإسلام» ترجمة من العربية إلى الفارسية، جاهز للطبع.[1]
- أكثر من خمسين مقالاً في العربية والفارسية نشرت في الصحف الإيرانية والعربية.[1]
- ديوان في الشعر الشعبي ـ مخطوط.[1]
- له قصائد ومقطوعات شعرية باللغة الفارسية.[1]
- تعریب مسلسل «المختار الثققفي» في 40 حلقة، من الفارسیة.[1]
- تعریب مسلسل «شهریار» الشاعرالتركي الفارسي من الفارسیة.[1]

### صدر له
| الكتاب                                                   | اللغة   | الناشر                  | سنة النشر | عدد الصفحات | الرقم الدولي           | المصدر |
| -------------------------------------------------------- | ------- | ----------------------- | --------- | ----------- | ---------------------- | ------ |
| هذا هو الحب                                              | العربية | الدار العربية للموسوعات | 2011      | 304         | (ردمك 139789953563688) | [ 4 ]  |
| الأدب المقارن نماذج تطبيقية عالمية عربية - فارسية        | العربية | الدار العربية للموسوعات | 2012      | 286         | (ردمك 9786144240403)   | [ 5 ]  |
| العروض المبسط في الشعر العربي                            | العربية | لا يوجد                 | 2013      | لا يوجد     | لا يوجد                | [ 6 ]  |
| الشعر الشعبي الأهوازي وأوزانه في العروض العربي           | العربية | الدار العربية للموسوعات | 2013      | 237         | (ردمك 9786144241066)   | [ 7 ]  |
| العلامة الشيخ محمد الكرمي الحويزي الشاعر والأديب والناقد | العربية | الدار العربية للموسوعات | 2015      | 337         | (ردمك 9786144241868)   | [ 8 ]  |
| سلمى وسبع قصص                                            | العربية | الدار العربية للموسوعات | 2011      | 168         | (ردمك 9789953563695)   | [ 9 ]  |
| صقر الكرخة                                               | العربية | الدار العربية للموسوعات | 2011      | 181         | (ردمك 9789953563701)   | [ 10 ] |
| قافلة الحب والموت                                        | العربية | الدار العربية للموسوعات | 2011      | 108         | (ردمك 9789953563671)   | [ 11 ] |